# فرودگاه شهرستان لا گراند/اونین
فرودگاه شهرستان لا گراند/اونین  (به انگلیسی: La Grande/Union County Airport) یک فرودگاه همگانی بهره‌برداری هوایی با کد یاتا LGD است که یک باند فرود آسفالت دارد و طول باند آن ۱۷۰۷ متر است. این فرودگاه در شهر لا گراند، اورگن کشور ایالات متحده آمریکا قرار دارد و در ارتفاع ۸۲۸ متری از سطح دریا واقع شده است.